# Muniadona de Lara
Muniadona, condesa consorte de Castilla (909-915), fue esposa del señor fundador de Lara, el conde de Burgos y Castilla, Gonzalo Fernández.

## Vida
Nada se sabe acerca de sus orígenes familiares. Posiblemente el padre de Muniadona se llamaba Ramiro, ya que en la época se tenía la costumbre de llamar al segundo hijo con el nombre del abuelo materno. Este segundo hijo sería Ramiro González, que aparece en un único documento y que fue muerto el año 936 en combate contra los musulmanes. 
Después de la batalla de Valdejunquera (920) la figura de Gonzalo Fernández no vuelve a aparecer en Castilla, no se sabe si fue hecho prisionero en León o logró huir a la corte Navarra, donde aparece el poco navarro nombre de un conde Gonzalo. Desde entonces Muniadona quedó al frente de la familia, regentando las tierras de Lara hasta el encumbramiento de su hijo, el futuro conde de Castilla y Lara, Fernán González. 
Muniadona aparecerá en diversos documentos de la época, en muchos de ellos al lado de su hijo Fernán González. En un documento del año 929, aparecen las firmas de sus hijos Ramiro y Fernán, mencionado este último como conde de Lara. Más tarde volverá a aparecer Muniadona y Fernán González, ya como conde de Castilla, llamándose a Muniadona Comitissima. Su última aparición documental data del año 935. En ese año dona al monasterio de San Pedro de Cardeña sus propiedades en Valzalamio.
Debido a la personalidad de Muniadona (y a la costumbre gentilicia magrebí), los árabes, al referirse a sus descendientes, hacían referencia a ella llamándolos en ocasiones Ibn Mama Duna o Ibn Mata Tuta.
Muniadona fue enterrada en el monasterio de San Pedro de Arlanza donde fray Prudencio de Sandoval y fray Antonio de Yepes vieron su sepulcro.